# Concept AMG GT XX
Der Concept AMG GT XX ist ein Konzeptfahrzeug in Form einer viertürigen Limousine der Marke Mercedes-AMG. Er wurde am 25. Juni 2025 in Affalterbach vorgestellt.

## Beschreibung
Der GT XX ist 5,20 Meter lang, ohne Spiegel 1,95 Meter breit (2,13 Meter mit Spiegeln) und 1,31 Meter hoch. Die Karosserie hat keine Heckscheibe. Der cw-Wert soll 0,198 betragen. Basis für das Fahrzeug ist die neue AMG.EA-Plattform. Der Wagen hat sogenannte Aero-Räder: sie sind 21 Zoll groß und haben fünf bewegliche Kunststoffelemente („Aeroblades“), so dass beispielsweise mehr Kühlluft an die Bremse gelangen kann. Am Heck zwischen den Rückleuchten befindet sich ein Display zur Informationsanzeige; so kann zum Beispiel das Laden angezeigt werden.
Angetrieben wird das Fahrzeug von drei Elektromotoren. Hinten sind zwei, vorn ist ein Motor eingebaut. Zusammen erzeugen sie eine Spitzenleistung von 1000 kW (1360 PS). Die Motoren in Axialfluss-Bauweise sind vergleichsweise kurz. Die Motoren in dieser Bauart kommen von dem 2009 gegründeten britischen Unternehmen YASA; YASA wurde 2021 von der Mercedes-Benz Group übernommen. Die Batterie mit zylindrischen Zellen und einer Spannung von über 800 V sitzt in der Fahrzeugmitte. Ihre einzelnen Zellen werden mit einer Flüssigkeit gekühlt.